# Lissonota scabra
Lissonota scabra är en stekelart som beskrevs av Carl Gustav Alexander Brischke 1880. Lissonota scabra ingår i släktet Lissonota och familjen brokparasitsteklar. Inga underarter finns listade i Catalogue of Life.